# Nu Jerzey Devil
Nu Jerzey Devil, de son vrai nom Anthony Torres, né le 10 janvier 1980 dans le Bronx, New York, est un rappeur et producteur de musique américain. Il est le producteur en chef de Black Wall Street Records. Pendant sa carrière, Jerzey collabore avec d'autres rappeurs notoires tels que The Game, Fat Joe, Lil Scrappy, et Busta Rhymes.

## Biographie
Torres est né le 10 janvier 1980 dans le Bronx, et a grandi dans le New Jersey. Jerzey collabore initialement avec d'autres rappeurs notoires tels que The Game, Fat Joe, Lil Scrappy, et Busta Rhymes.
En 2009, Torres décide de se lancer dans une carrière de rappeur solo à plein temps, et signe au label SoBe Entertainment. La même année, il publie le single auto-produit à succès Different Girls en featuring avec Lil Wayne. Lors d'un entretien en mars 2009 avec DubCNN, Torres explique que la chanson a été faite par accident : « Je faisais quelques trucs en studio et j'ai fini par chanter. J'ai fait écouter le résultat à Lil Wayne et il a tout de suite aimé. » Entretemps, en février 2009, Torres annonce la sortie d'une nouvelle mixtape intitulée Art of the Devil dans laquelle est incluse Different Girls,. Sur ce projet, Jerzey explique : « C'est mon premier projet officiel en tant que rappeur, et je suis capable de faire plus [...] Je veux que les fans sachent qui je suis en tant qu'artiste. » La mixtape est distribuée par son label Livelihood Entertainment en association avec SoBe Entertainment et Universal Music Group/Fontana.
Le 3 avril 2011, Game annonce la séparation du label Black Wall Street et de Nu Jerzey Devil, ce que ce dernier estime comme un malentendu. Le 8 septembre 2011, Jerzey publie une nouvelle mixtape intitulée Mr. Red Bottoms. Le 12 juin 2012, il publie son deuxième album, From the Bottom to the Top,.
Le 16 janvier 2014, Nu Jerzey Devil publie un nouveau single et clip intitulé Trapanese issue de sa future mixtape intitulée Slow Feet Don't Eat.

## Discographie

### Albums studio
- 2009 : Mr. Red Karpet
- 2012 : From the Bottom to the Top

### EP
- 2010 : Behind Closed Doors

### Міxtapes
- 2008 : The Introduction
- 2009 : Art of the Devil
- 2010 : The Say Now: Digital Mixtape
- 2011 : Mr. Red Bottoms